# Cubjac-Auvézère-Val-d’Ans
Cubjac-Auvézère-Val-d’Ans – gmina we Francji, w regionie Nowa Akwitania, w departamencie Dordogne. W 2013 roku liczba ludności wynosiła 1104 mieszkańców.
Gmina została utworzona 1 stycznia 2017 roku z połączenia trzech ówczesnych gmin: Cubjac, La Boissière-d’Ans oraz Saint-Pantaly-d’Ans. Siedzibą gminy została miejscowość Cubjac.